# Eriosyce
Genre
Synonyme : Neochilenia
Les Eriosyce sont des plantes miniatures chiliennes de la famille des Cactaceae.  Le nom du genre vient du grec, Erion (la laine) et de Syce (la figue) en raison de leur fruit laineux.

## Taxonomie

### Liste d'espèces
En 2020, Plants of the World Online reconnaît les espèces suivantes :
- Eriosyce andreaeana Katt.
- Eriosyce armata (F.Ritter) P.C.Guerrero & Helmut Walter
- Eriosyce aspillagae (Söhrens) Katt.
- Eriosyce atroviridis (F.Ritter) P.C.Guerrero & Helmut Walter
- Eriosyce aurata (Pfeiff.) Backeb.
- Eriosyce bulbocalyx (Werderm.) Katt.
- Eriosyce calderana (F.Ritter) Ferryman
- Eriosyce caligophila R.Pinto
- Eriosyce castanea (F.Ritter) P.C.Guerrero & Helmut Walter
- Eriosyce chilensis (Hildm. ex K.Schum.) Katt.
- Eriosyce clavata (Söhrens ex K.Schum.) Helmut Walter
- Eriosyce coimasensis (F.Ritter) P.C.Guerrero & Helmut Walter
- Eriosyce crispa (F.Ritter) Katt.
- Eriosyce curvispina (Bertero ex Colla) Katt.
- Eriosyce duripulpa (F.Ritter) P.C.Guerrero & Helmut Walter
- Eriosyce elquiensis (Katt.) P.C.Guerrero & Helmut Walter
- Eriosyce engleri (F.Ritter) Katt.
- Eriosyce eriosyzoides (F.Ritter) Ferryman
- Eriosyce esmeraldana (F.Ritter) Katt.
- Eriosyce fankhauseri (F.Ritter) P.C.Guerrero & Helmut Walter
- Eriosyce fulva (F.Ritter) P.C.Guerrero & Helmut Walter
- Eriosyce garaventae (F.Ritter) Katt.
- Eriosyce glabrescens (F.Ritter) P.C.Guerrero & Helmut Walter
- Eriosyce heinrichiana (Backeb.) Katt.
- Eriosyce iquiquensis (F.Ritter) Ferryman
- Eriosyce islayensis (C.F.Först.) Katt.
- Eriosyce krausii (F.Ritter) Katt.
- Eriosyce kunzei (C.F.Först.) Katt.
- Eriosyce laui Lüthy
- Eriosyce limariensis (F.Ritter) Katt.
- Eriosyce litoralis (F.Ritter) P.C.Guerrero & Helmut Walter
- Eriosyce malleolata (F.Ritter) P.C.Guerrero & Helmut Walter
- Eriosyce marksiana (F.Ritter) Katt.
- Eriosyce megliolii (Rausch) Ferryman
- Eriosyce napina (Phil.) Katt.
- Eriosyce nigrihorrida (Backeb.) P.C.Guerrero & Helmut Walter
- Eriosyce occulta Katt.
- Eriosyce odieri (Lem. ex Salm-Dyck.) Katt.
- Eriosyce paucicostata (F.Ritter) Ferryman
- Eriosyce recondita (F.Ritter) Katt.
- Eriosyce riparia (Mächler & Helmut Walter) P.C.Guerrero & Helmut Walter
- Eriosyce rodentiophila F.Ritter
- Eriosyce senilis (Backeb.) Katt.
- Eriosyce simulans (F.Ritter) Katt.
- Eriosyce sociabilis (F.Ritter) Katt.
- Eriosyce spectabilis Katt., Helmut Walter & J.C.Acosta
- Eriosyce spinosior (F.Ritter) P.C.Guerrero & Helmut Walter
- Eriosyce strausiana (K.Schum.) Katt.
- Eriosyce subgibbosa (Haw.) Katt.
- Eriosyce taltalensis (Hutchison) Katt.
- Eriosyce tenebrica (F.Ritter) Katt.
- Eriosyce umadeave (Fric ex Kreuz.) Katt.
- Eriosyce vallenarensis (F.Ritter) Katt.
- Eriosyce villicumensis (Rausch) Katt.
- Eriosyce villosa (Monv.) Katt.
- Eriosyce wagenknechtii (F.Ritter) Katt.